# Акселос, Селин
Селин Акселос (урождённая Тассо; 1902—1992) была египетской поэтессой, оратором и писательницей. Её старший брат, Рене Тассо (1897—1920), также был выдающимся поэтом, однако он умер в возрасте двадцати двух лет от туберкулёза.
Её отец был чиновником среднего класса ливанского происхождения. Селин была старшей из четырёх девочек и прожила всю свою жизнь в Александрии, Египет, уезжая только в короткие поездки в Соединённые Штаты Америки (один раз), Ливан (как правило, чтобы навестить семью сына) и Францию.
За три недели до своего восемнадцатилетия Селин вышла замуж за Джорджа Салма (Салема), богатого землевладельца вдвое старше её. У них был один ребёнок, Джозеф. Брак оказался несчастливым, и её муж скрылся с трёхлетним мальчиком и поместил его в школу-интернат в Виргинии. Последовал развод, и ребёнок (которому сказали, что его мать умерла) воспитывался в нескольких школах-интернатах и детских домах в Америке. Прошло пятнадцать лет, прежде чем Селин снова увидела своего единственного ребёнка.
Поскольку Салм стал гражданином США, египетское правительство подало в суд на экспроприацию его обширных земельных владений. Американское правительство финансировало защиту Салма с подписью президента Герберта Гувера. Дело, известное как Salem Claim, в 1931 году было передано в международный арбитраж в Вене, Австрия. Американская сторона проиграла, и Салм лишился всей своей египетской собственности.
В последние десятилетия своей жизни Селин Акселос ушла из общества и стала всё более замкнутой, полагаясь на свою глубокую христианскую веру. «Уродство мира, — писала она в письме, — стало мне ненавистным…» Она писала о поисках «духовного вознесения, источника всего истинного счастья». Много лет поэтесса тихо жила в маленькой квартирке на девятом этаже на оживленной улице Александрии, пока её верная служанка сорока лет Софи ежедневно приносила еду и убирала дом.

## Творчество
Селин Акселос приписывала пробуждение интереса к поэзии тому времени, когда в детстве слушала стихи своего старшего брата Рене Тассо. Её проводником был французский — язык, на котором говорили высшие классы в Египте до Второй мировой войны. Две книги стихов Акселос в александриновом метре были изданы при жизни поэтессы. Les Deux Chapelles («Две капеллы», Александрия, издание Cosmopolis, 1943) содержит шестьдесят одно стихотворение 1938—1943 годов. Её сборник 1952 года, Les Marches d’Ivoire («Шаги из слоновой кости», Монте-Карло, Regain), содержит сто одно стихотворение в пяти разделах.
О поэзии Акселос парижский литературный критик Ив Гандон отмечал: «Ваш великий дар состоит в том, что мистическая сущность вашей натуры никогда не граничит с безвкусной. Вы мистик, привязанный к земной славе, что редко встречается среди женщин-поэтов». В 1975 году Акселос была удостоена звания кавалера ордена искусств и литературы. Леопольд Сенгор, президент Республики Сенегал, написал мадам Акселос в 1966 году: «В ваших стихах я ценю вечную женственность и мелодичность её ритма. Читая ваши работы, я часто вспоминаю Марселину Деборд-Вальмор, чьё творчество сильно повлияло на меня во время моего пребывания в Латинском квартале [Парижа]».
Акселос была хорошо известна как участник конференций. Её лекции на темы и личности, представляющие широкий интерес, были популярными общественными мероприятиями. Эти лекции, проводимые в Atelier d’Alexandrie, впоследствии часто публиковались в виде буклетов.
В течение многих лет Акселос вела еженедельную колонку в Journal d’Egypte под названием Le Coin de Soleil («Уголок солнечного света»). В её колонке были комментарии о текущих событиях, особенно в искусстве и литературе.
Неопубликованы сказки Селин Акселос. Рукописный сборник из восьми таких историй остаётся у её наследников.
Рене Жозеф, внук Селин Акселос и композитор, сочинил музыку к пяти стихотворениям своей бабушки. Сборник Chansons d’après Celine Axelos (для сопрано и фортепиано) доступен в Laureate Music (2008).
Дань уважения Селин Акселос отдана в виде книги в 1987 году, написанной Р. Лакани (президентом Atelier d’Alexandrie).